# Karvaluoto (ö i Viitasaari, Kumpusalmi)
Karvaluoto är en liten ö i Finland. Den ligger i norra delen av sjön Keitele och i kommunen Viitasaari och landskapet  Mellersta Finland, i den centrala delen av landet, 300 km norr om huvudstaden Helsingfors. Öns area är 0,2 hektar och dess största längd är 70 meter i sydöst-nordvästlig riktning.